# Chicago Cubs
I Chicago Cubs sono una franchigia di baseball appartenente alla Major League Baseball (MLB), con sede nella città di Chicago (Illinois). Sono membri della Central division della National League. Sono una delle due squadre delle major league con sede a Chicago; gli altri sono i Chicago White Sox, membri della Central division della American League (AL). Il club è posseduto da Thomas S. Ricketts, figlio del fondatore di TD Ameritrade, Joe Ricketts.
La squadra disputò le sue prime partite nel 1870 nella National Association of Base Ball Players col nome di Chicago White Stockings, vincendo il campionato. Si unirono alla professionistica National Association of Professional Base Ball Players nel 1871, ma sospesero le operazioni nelle due stagioni successive a causa del Grande incendio di Chicago. Ripresero nel 1874, unendosi alla National League nel 1876 come membro fondatore, diventando in seguito noti come Chicago Cubs per la stagione 1903. I Cubs sono la più antica squadra professionistica del Nord America e quella rimasta più a lungo nella stessa città per tutta la sua storia. Sono uno dei due rimanenti membri fondatori della National League (assieme agli Atlanta Braves, che iniziarono a giocare nella MLB nel 1871 come Boston Red Stockings).
Nel 1906, la squadra fece registrare un record della Major League Baseball con 116 vittorie (pareggiato dai Seattle Mariners nel 2001) con una percentuale di vittorie del 76,3, ancora un primato imbattuto. Disputarono le loro prime World Series quello stesso anno, perdendo contro i loro rivali cittadini, i White Sox, per quattro gare a due. I Cubs vinsero due World Series consecutive nel 1907 e nel 1908, diventando la prima squadra a qualificarvisi per tre anni consecutivi e a vincere per due volte di seguito; tuttavia da allora la squadra non ha vinto più il titolo per oltre un secolo. A causa di questa dubbia distinzione, ci si riferisce spesso a loro come "Lovable Losers" (adorabili perdenti). Sono anche noti come "The North Siders" poiché il Wrigley Field, il loro stadio dal 1916, è localizzato nel lato nord di Chicago. La principale rivalità della squadra è quella contro i St. Louis Cardinals.
Nella stagione 2016 i Cubs sono tornati a vincere le World Series dopo 108 anni, interrompendo così la più lunga striscia di insuccessi nella storia dello sport.

## Stadio
Dal 1916 la casa dei Cubs è il Wrigley Field, stadio costruito nel 1914 che conserva molte caratteristiche peculiari dei tradizionali stadi da baseball. Ad esempio, la linea esterna del campo di gioco è delimitata da un insolito muro ricoperto di edera. I riflettori per illuminare il campo sono stati installati soltanto nel 1988, dal momento che tradizionalmente le partite dei Cubs sono sempre state giocate alle 14.20. Tale tradizione è dovuta alla decisione da parte della squadra di giocare in orario pomeridiano per evitare di disturbare il vicinato giocando la sera tardi. Tuttora, esiste un accordo con le autorità cittadine perché i Cubs non giochino più di un terzo delle partite casalinghe in orario serale.

## Cultura

### Bandiera dei Cubs per la vittoria
A partire dai tempi di P.K. Wrigley e la ricostruzione della tribuna / tabellone segnapunti del 1937, e prima della saturazione dei media moderni, una bandiera con una "W" o una "L" è sventolata dalla cima dell'albero del tabellone segnapunti, indicando i risultati della giornata quando a Wrigley si giocava a baseball . In caso di doubleheader diviso, vengono sventolate entrambe le bandiere "W" e "L".
Le guide multimediali dei Past Cubs mostrano che originariamente le bandiere erano blu con una "W" bianca e bianche con una "L" blu. Nel 1978, in linea con i colori dominanti delle bandiere, luci blu e bianche furono montate in cima al tabellone segnapunti, indicando rispettivamente "vittoria" e "sconfitta" a beneficio dei passanti notturni.
Le bandiere furono sostituite nel 1990, il primo anno in cui la guida mediatica dei Cubs riporta il passaggio ai colori ormai familiari delle bandiere: bianco con la "W" blu e blu con la "L" bianca. Oltre a dover sostituire le bandiere usurate, ormai sui pali del foul sventolavano i numeri ritirati di Banks e Williams, bianchi con numeri blu; quindi il flag "buono" è stato cambiato per corrispondere a quello schema.

### Mascotte
La mascotte ufficiale della squadra dei Cubs è un giovane cucciolo di orso, di nome Clark, descritto dal comunicato stampa della squadra come un cucciolo giovane e cordiale. Clark ha fatto il suo debutto il 13 gennaio 2014, lo stesso giorno del comunicato stampa che annuncia la sua nascita come prima mascotte fisica ufficiale del club. I Cubs non avevano mascotte ufficiale prima di Clark, anche se un uomo vestito da 'orso polare', chiamato "The Bear-man" (o Beeman), era popolare tra i tifosi, dai primi anni 1990, perché posava, fuori dallo stadio, per le foto con i fan.

## Giocatori importanti

### Numeri ritirati
| Ron Santo 3B: 1960–1973 Ritirato il 28 settembre 2003 | Ernie Banks SS, 1B: 1953–1971 Ritirato il 22 agosto 1982 | Ryne Sandberg 2B: 1982–1994, 1996–1997 Ritirato il 28 agosto 2005 | Billy Williams OF: 1959–1974 Ritirato il 13 agosto 1987 | Ferguson Jenkins P: 1966–1973, 1982–1983 Ritirato il 3 maggio 2009 | Greg Maddux P: 1986–1992, 2004–2006 Ritirato il 3 maggio 2009 | Jackie Robinson Ritirato da MLB Onorato il 15 aprile 1997 |

### Membri della Baseball Hall of Fame
Membri dei Chicago Cubs introdotti nella National Baseball Hall of Fame.
| Grover C. Alexander Cap Anson*1 Richie Ashburn Ernie Banks Lou Boudreau1 Roger Bresnahan1 Lou Brock Mordecai Brown* Frank Chance1 John Clarkson |  | Kiki Cuyler Andre Dawson Hugh Duffy Leo Durocher Dennis Eckersley Johnny Evers* Jimmie Foxx Frankie Frisch1 Goose Gossage Clark Griffith†2 |  | Burleigh Grimes Gabby Hartnett1 Billy Herman Rogers Hornsby1 Monte Irvin Ferguson Jenkins George Kelly King Kelly* Ralph Kiner Chuck Klein |  | Tony La Russa2 Tony Lazzeri Freddie Lindstrom Rabbit Maranville Greg Maddux Joe McCarthy Hank O'Day3 Robin Roberts Ryne Sandberg Ron Santo |  | Frank Selee Lee Smith Albert Spalding†2 Bruce Sutter** Joe Tinker* Rube Waddell Deacon White Hoyt Wilhelm Billy Williams Hack Wilson |

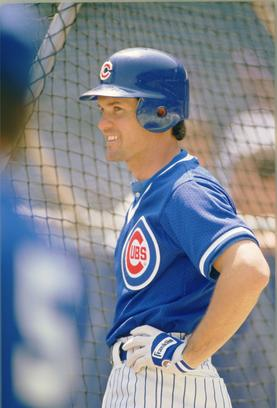
L'Hall of Famer Ryne Sandberg

- I giocatori in grassetto sono riprodotti nelle placche della Hall of Fame con la divisa dei Cubs, Orphans, Colts o White Stockings.
- * – riprodotto nella placca della Hall of Fame senza una divisa specifica; la Hall of Fame riconosce Cubs/Orphans/Colts/White Stockings come "squadra primaria"
- **– riprodotto nella placca della Hall of Fame con la divisa di un altro club ma la Hall of Fame riconosce Cubs/Orphans/Colts/White Stockings come "squadra primaria"
- † – introdotto come dirigente/pioniere in parte per i meriti ottenuti con la squadra dei Cubs; riprodotto nella Hall of Fame senza una divisa specifica
- 1 – introdotto come giocatore; ha allenato i Cubs/White Stockings/Colts o è stato giocatore-manager
- 2 – introdotto come manager o dirigente; ha giocato per i Cubs o è stato loro giocatore-manager

## Playoff/titoli
| Anno   | Manager                                                     | Record | Wild Card/Division           | Wild Card/Division | National League Division Series | National League Division Series | National League Championship Series | National League Championship Series | World Series             | World Series  |
| Anno   | Manager                                                     | Record | Secondi class.               | Vant.              | Avversario                      | Serie                           | Avversario                          | Serie                               | Avversario               | Serie         |
| ------ | ----------------------------------------------------------- | ------ | ---------------------------- | ------------------ | ------------------------------- | ------------------------------- | ----------------------------------- | ----------------------------------- | ------------------------ | ------------- |
| 1876   | Albert Spalding                                             | 52–14  | Non esistenti                | Non esistenti      | Non esistenti                   | Non esistenti                   | Vittoria del pennant                | Vittoria del pennant                | Non esistenti            | Non esistenti |
| 1880   | Cap Anson                                                   | 67–17  | Non esistenti                | Non esistenti      | Non esistenti                   | Non esistenti                   | Vittoria del pennant                | Vittoria del pennant                | Non esistenti            | Non esistenti |
| 1881   | Cap Anson                                                   | 56–28  | Non esistenti                | Non esistenti      | Non esistenti                   | Non esistenti                   | Vittoria del pennant                | Vittoria del pennant                | Non esistenti            | Non esistenti |
| 1882   | Cap Anson                                                   | 55–29  | Non esistenti                | Non esistenti      | Non esistenti                   | Non esistenti                   | Vittoria del pennant                | Vittoria del pennant                | Cincinnati Red Stockings | 1–1           |
| 1885   | Cap Anson                                                   | 87–25  | Non esistenti                | Non esistenti      | Non esistenti                   | Non esistenti                   | Vittoria del pennant                | Vittoria del pennant                | St. Louis Browns         | 3–3           |
| 1886   | Cap Anson                                                   | 90–34  | Non esistenti                | Non esistenti      | Non esistenti                   | Non esistenti                   | Vittoria del pennant                | Vittoria del pennant                | St. Louis Browns         | 2–4           |
| 1906   | Frank Chance                                                | 116–36 | Non esistenti                | Non esistenti      | Non esistenti                   | Non esistenti                   | Vittoria del pennant                | Vittoria del pennant                | Chicago White Sox        | 2–4           |
| 1907   | Frank Chance                                                | 107–45 | Non esistenti                | Non esistenti      | Non esistenti                   | Non esistenti                   | Vittoria del pennant                | Vittoria del pennant                | Detroit Tigers           | 4–0           |
| 1908   | Frank Chance                                                | 99–55  | Non esistenti                | Non esistenti      | Non esistenti                   | Non esistenti                   | Vittoria del pennant                | Vittoria del pennant                | Detroit Tigers           | 4–1           |
| 1910   | Frank Chance                                                | 104–50 | Non esistenti                | Non esistenti      | Non esistenti                   | Non esistenti                   | Vittoria del pennant                | Vittoria del pennant                | Philadelphia Athletics   | 1–4           |
| 1918   | Fred Mitchell                                               | 84–45  | Non esistenti                | Non esistenti      | Non esistenti                   | Non esistenti                   | Vittoria del pennant                | Vittoria del pennant                | Boston Red Sox           | 2–4           |
| 1929   | Joe McCarthy                                                | 98–54  | Non esistenti                | Non esistenti      | Non esistenti                   | Non esistenti                   | Vittoria del pennant                | Vittoria del pennant                | Philadelphia Athletics   | 1–4           |
| 1932   | Rogers Hornsby(prime 99 gare) Charlie Grimm(ultime 55 gare) | 90–64  | Non esistenti                | Non esistenti      | Non esistenti                   | Non esistenti                   | Vittoria del pennant                | Vittoria del pennant                | New York Yankees         | 0–4           |
| 1935   | Charlie Grimm                                               | 100–54 | Non esistenti                | Non esistenti      | Non esistenti                   | Non esistenti                   | Vittoria del pennant                | Vittoria del pennant                | Detroit Tigers           | 2–4           |
| 1938   | Charlie Grimm(prime 81 gare) Gabby Hartnett(ultime 81 gare) | 89–63  | Non esistenti                | Non esistenti      | Non esistenti                   | Non esistenti                   | Vittoria del pennant                | Vittoria del pennant                | New York Yankees         | 0–4           |
| 1945   | Charlie Grimm                                               | 98–56  | Non esistenti                | Non esistenti      | Non esistenti                   | Non esistenti                   | Vittoria del pennant                | Vittoria del pennant                | Detroit Tigers           | 3–4           |
| 1984   | Jim Frey                                                    | 96–65  | New York Mets                | 6½                 | Non esistenti                   | Non esistenti                   | San Diego Padres                    | 2–3                                 | Eliminati                | Eliminati     |
| 1989   | Don Zimmer                                                  | 93–69  | New York Mets                | 6                  | Non esistenti                   | Non esistenti                   | San Francisco Giants                | 1–4                                 | Eliminati                | Eliminati     |
| 1998   | Jim Riggleman                                               | 90–73  | Wild Card                    | N/A                | Atlanta Braves                  | 0–3                             | Eliminati                           | Eliminati                           | Eliminati                | Eliminati     |
| 2003   | Dusty Baker                                                 | 88–74  | Houston Astros               | 1                  | Atlanta Braves                  | 3–2                             | Florida Marlins                     | 3–4                                 | Eliminati                | Eliminati     |
| 2007   | Lou Piniella                                                | 85–77  | Milwaukee Brewers            | 2                  | Arizona Diamondbacks            | 0–3                             | Eliminati                           | Eliminati                           | Eliminati                | Eliminati     |
| 2008   | Lou Piniella                                                | 97–64  | Milwaukee Brewers            | 7½                 | Los Angeles Dodgers             | 0–3                             | Eliminati                           | Eliminati                           | Eliminati                | Eliminati     |
| 2015   | Joe Maddon                                                  | 97–65  | Wild Card Pittsburgh Pirates | 4–0                | St. Louis Cardinals             | 3–1                             | New York Mets                       | 0–4                                 | Eliminati                | Eliminati     |
| 2016   | Joe Maddon                                                  | 103–58 | St. Louis Cardinals          | 17½                | San Francisco Giants            | 3–1                             | Los Angeles Dodgers                 | 4–2                                 | Cleveland Indians        | 4–3           |
| Totale | Totale                                                      | Totale | Wild Card Titoli di division | 2 6                | Titoli division series          | 3                               | Pennant NL                          | 17                                  | World Series             | 3             |

- Nessuna delle World Series disputate prima del 1903 è riconosciuta dalla MLB.

## Affiliate nella Minor League
| Livello | Squadra               | Lega                    | Città                             |
| ------- | --------------------- | ----------------------- | --------------------------------- |
| AAA     | Iowa Cubs             | Triple-A East           | Des Moines, Iowa                  |
| AA      | Tennessee Smokies     | Double-A South          | Sevierville, Tennessee            |
| A+      | South Bend Cubs       | High-A Central          | South Bend, Indiana               |
| A-      | Myrtle Beach Pelicans | Low-A East              | Myrtle Beach, Sud Carolina        |
| Rookie  | ACL Cubs              | Arizona Complex League  | Mesa, Arizona                     |
| Rookie  | DSL Cubs Blue         | Dominican Summer League | Boca Chica, Repubblica Dominicana |
| Rookie  | DSL Cubs Red          | Dominican Summer League | Boca Chica, Repubblica Dominicana |

## I Cubs nella cultura di massa
- Il club viene citato all'inizio del film Ritorno al Futuro II del 1989, allorché il protagonista Marty McFly, approdato nel futuro (rispetto a lui) 2015, guardandosi intorno, nota un messaggio televisivo celebrativo della vittoria dei Cubs delle World Series di quell'anno, stupendosene, visto che già all'epoca l'astinenza da trofei del club nordamericano faceva notizia. Anche se la previsione effettuata nel film sarebbe effettivamente divenuta realtà con un anno di ritardo, fu sorprendentemente veritiera[7].